# Hungerbach (Ammer)
| Zuläufe und Bauwerke \| Hungerbach \| Hungerbach \| Hungerbach \| \| ---------- \| ---------- \| ------------------------------------------ \| \| Legende \| \| \| \| \| \| Hangquellmoor \| \| \| \| Am Sportplatz \| \| \| \| Sieglbrunn \| \| \| \| Murnauer Straße (B 472) \| \| \| \| Ringstraße \| \| \| \| Kirchmühle \| \| \| \| Bachstraße \| \| \| \| \| \| \| \| \| \| \| \| Mittermühle \| \| \| \| \| \| \| \| Hauptstraße (B 472) \| \| \| \| Moosmühle \| \| \| \| Steinbruchstraße \| \| \| \| Bahnlinie München - Garmisch-Partenkirchen \| \| \| \| Kleiner Schönsee \| \| \| \| Oberhauser See (Schönsee) \| \| \| \| Bahnhofstraße \| \| \| \| \| \| \| \| \| \| \| \| Dorfstraße \| \| \| \| Höllbach \| \| \| \| \| \| \| \| \| \| \| \| Obbach \| \| \| \| \| \| \| \| \| \| \| \| \| \| \| \| \| \| \| \| \| \| \| \| Trallabach \| \| Ammer \| \| \| |  |                                            |
| Hungerbach |  |                                            |
| Legende |  |                                            |
| |  | Hangquellmoor                              |
| |  | Am Sportplatz                              |
| |  | Sieglbrunn                                 |
| |  | Murnauer Straße (B 472)                    |
| |  | Ringstraße                                 |
| |  | Kirchmühle                                 |
| |  | Bachstraße                                 |
| |  |                                            |
| |  |                                            |
| |  | Mittermühle                                |
| |  |                                            |
| |  | Hauptstraße (B 472)                        |
| |  | Moosmühle                                  |
| |  | Steinbruchstraße                           |
| |  | Bahnlinie München - Garmisch-Partenkirchen |
| |  | Kleiner Schönsee                           |
| |  | Oberhauser See (Schönsee)                  |
| |  | Bahnhofstraße                              |
| |  |                                            |
| |  |                                            |
| |  | Dorfstraße                                 |
| |  | Höllbach                                   |
| |  |                                            |
| |  |                                            |
| |  | Obbach                                     |
| |  |                                            |
| |  |                                            |
| |  |                                            |
| |  |                                            |
| |  |                                            |
| |  | Trallabach                                 |
| Ammer |  |                                            |

Der Hungerbach ist ein 6,1 Kilometer langer, rechter Zufluss der Ammer, der durch das unterirdisch ablaufende Wasser des Riegsees im Landkreis Garmisch-Partenkirchen
gespeist wird.

## Etymologie
Anders als bei anderen Bächen, die diesen Namen tragen, hat der Hungerbach über das ganze Jahr einen vergleichsweise konstanten Pegel. Im Hauptverlauf befindet sich auch keine Bachschwinde oder Ähnliches, bei der der Bach umgangssprachlich verhungert.
Es gibt mehrere Theorien über die Herkunft seines Namens. Eine besagt, dass die Bauern früher anhand des Wasserstandes erkennen konnten, wie ertragreich die Ernte des nächsten Jahres wird (ähnlich dem Riegsee). Eine schlechte Ernte führte zur damaligen Zeit zu Hungersnöten, daher der Name Hungerbach, als der Bach, der Hungersnöte vorhersagt. Aufgrund seines ganzjährlich konstanten Pegels, gilt diese Theorie allerdings als unwahrscheinlich.
Laut einer anderen Theorie stammt der Name von den teilweise unfruchtbaren Uferbereichen des Hungerbaches, welche bei Landwirtschaftlicher Nutzung wenig Ertrag bringen.

## Geographie
Das Quellwasser des Hungerbachs stammt ursprünglich aus dem ca. 6,6 km entfernten Riegsee, welcher allerdings keinen Oberirdischen Abfluss besitzt. Durch Farbproben konnte man feststellen, dass das unterirdisch ablaufende Wasser des Riegsees zum Teil in Huglfing als Hungerbach wieder aus dem Murnauer Schotter austritt.

### Oberlauf
Ein Teil des unterirdisch ablaufenden Wassers des Riegsees tritt im Gemeindegebiet Spatzenhausen, westlich der Olympiastraße an die Oberfläche und fließt von dort aus als kleines Rinnsal nach Westen. Nach ca. 1 km ändert der Hungerbach seine Richtung nach Nordnordwesten Richtung Eglfing, von wo er weitere 1,4 km bis in einen künstlich angelegten Weiher in der Senke zwischen Ober- und Untereglfing mündet. Unmittelbar im Norden dieses Weihers versickert das Wasser in einem Toteisloch wieder.

### Verlauf
Im Huglfinger Hangquellmoor nördlich des Sportplatzes liegt die Quelle des Hungerbachs. Der noch kleine Hungerbach vereint sich nach ca. 700 m mit einem weiteren Quellast. Von dort aus fließt er nach Norden in den Ortskern von Huglfing, von wo er dann nach Durchlauf zweier Mühlen dem stark begradigten Bachbett neben der Hauptstraße bis zur ehemaligen Moosmühle folgt. Der Bach verlässt das Huglfinger Ortsgebiet in Richtung Westen, kreuzt dabei die Bahnlinie München-Garmisch und fließt in ein Moorgebiet zwischen Oberhausen und Huglfing. Beim Verlassen des Moores wird der natürlich aufgestaute Oberhauser See (auch Schönsee genannt) durchflossen, bevor der Bach in das Ortsgebiet von Oberhausen fließt. In Oberhausen wird dem Hungerbach der Großteil des Wassers für eine private Wasserkraftanlage entnommen, das Wasser wird am Oberhauser Sportplatz in den ursprünglichen Bach wieder eingeleitet. Der Bach läuft nach Nordwesten durch den Oberhauser Ortsteil Talhausen, wo sich auch nochmal eine private Wasserkraftanlage befindet, bevor er bei derer Kurve nach Norden von rechts in die Ammer mündet.
Wegen mehreren Hochwassern erodierte das Ostufer der Ammer bis 2017 an der Hungerbachmündung so stark, dass der Hungerbach 30 Meter an Länge verlor. Die Fußgängerbrücke über den Hungerbach bei dessen Mündung in die Ammer wurde dabei zerstört und bis heute (Stand Januar 2022) nicht wieder aufgebaut. Stattdessen führt nur noch eine Furt über den Hungerbach.

## Historische Nutzung

### Mittelalter und frühe Neuzeit
Bereits im 12. Jahrhundert wurde der Hungerbach zum Betrieb mehrerer Mühlen genutzt. So entstanden die Kirch-, Mitter- und Moosmühle in Huglfing, sowie zwei weitere Mühlen in Oberhausen. Im Laufe der Zeit wurde einer der Oberhauser Mühlen zu einer Hammerschmiede umgebaut, welche bis 1879 betrieben wurde. 

### 19. und 20. Jahrhundert
Mitte des 19. Jahrhunderts entstand im Oberhauser Ortsteil Thalhausen ein mit Wasserkraft betriebenes Sägewerk, 1953 wurde der Betrieb wieder eingestellt. 1907 wurde die ehemalige Hammerschmiede zu einer Holzwollefabrik umgebaut, die ab 1915 mit einer Wasserturbine zur Stromerzeugung ausgestattet war.
Es gab außerdem noch Pläne zur Errichtung einer Öl- und einer Schleifmühle, die aber nie umgesetzt wurden.

### Gegenwart
Nach und nach wurden all diese Betriebe aufgegeben und auf Stromerzeugung umgerüstet. Heute gibt es am Hungerbach fünf Kleinwasserkraftanlagen.
Am Oberhauser Sportplatz wird das Wasser des Hungerbachs genutzt, um den Rasen der Fußballfelder zu bewässern.